# Вака (народ)
Вака (англ. waka) — адамава-убангийский народ, населяющий восточную часть Нигерии, области к югу от реки Бенуэ, к северо-востоку от города Джалинго и к западу от города Йола (районы Нуман и Демса штата Адамава). Территория расселения вака расположена рядом с ареалами родственных ему народов мумуйе, йенданг, теме, кумба, бали, пассам, генгле и кугама, а также рядом с ареалом народа фульбе.
По оценкам, опубликованным на сайте организации Joshua Project, численность народа вака составляет около 9300 человек.
Народ вака говорит на языке вака адамава-убангийской семьи нигеро-конголезской макросемьи. Данный язык известен также под названием «уака». В классификациях языков адамава, представленных в справочнике языков мира Ethnologue и в «Большой российской энциклопедии», язык вака вместе с языками генгле, кумба, мумуйе, пангсенг, ранг и теме входит в состав подгруппы мумуйе группы мумуйе-янданг ветви леко-нимбари. Численность говорящих на языке вака, согласно данным, опубликованным в справочнике Ethnologue, составляет около 5000 человек (1992).
Большинство представителей народа вака придерживается традиционных верований (68 %), часть из них исповедует христианство (22 %) и ислам (10 %).